# Knud Lausten Knudsen

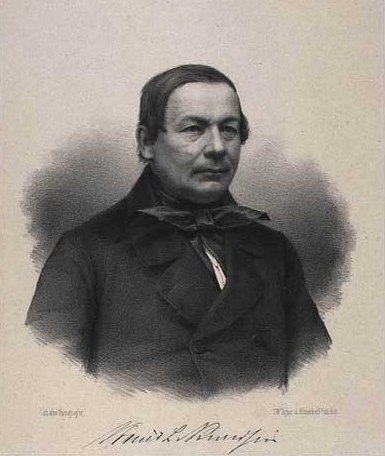
Knud Lausten Knudsen

Knud Lausten Knudsen (* 17. Dezember 1806 in Ribe; † 16. Juni 1866) war ein dänischer Gutsherr und Politiker.

## Biografie
Er war Sohn des Wirtshausbesitzers und Viehhändlers Christen Knudsen (20. November 1773 – 16. April 1859) und Maren, geborene Oksen (16. April 1782 – 17. März 1869).

### Familie
Knudsen heiratete 1826 Gyde Marie, geborene Oksen (29. Oktober 1806 – 19. März 1884), Tochter von Hofbesitzer Hans Oksen (verstorben 1824).

### Landwirt
Er wurde durch die Heirat 1826 Besitzer von bedeutenden Landwirtschaften in Forballum im Kirchspiel Medolden und erwarb 1851 das Gut Trøjborg mit der dazugehörigen Landwirtschaft Visby Hedegård und den darunterliegenden Pachthöfen, die er im Laufe weniger Jahre zu billigen Bedingungen den Pächtern verkaufte. Er bot der Regierung das Haupthaus, also das Schloss, als Gebäude für ein Lehrerseminar an, aber als das Angebot ausgeschlagen wurde, brach er das Schloss 1854 ab. Als die Brücke über den Wallgraben einstürzte, hörte der Abbruch auf. Er begründete den Abbruch damit, dass er nur ein Bauer sei, und sich nicht anderes nennen lassen wollte.

### Politik
Deshalb schlug er auch den Titel Kammerrat, der ihm 1851 angeboten wurde, aus. Knudsen war ein tüchtiger Bauer, der 1851 Mitglied einer Regierungskommission zum Gestütswesen wurde. 1854 war er Mitstifter einer landwirtschaftlichen Genossenschaft und ab 1856 ihr Vorsitzender. Außerdem hatte er einen wesentlichen Anteil an der Entwässerung 1848–50 der Seen Rolfsø und Filsø, der bis dahin der zweitgrößte in Jütland gewesen war.

### Visionen
Über eine längere Zeit war Knudsen treibende Kraft in der pietistischen Erweckungsbewegung im nordwestlichen Nordschleswig. Christen Kold war sein Hauslehrer und ließ ihn auch die Nachbarskinder in seinem Heim unterrichten. Schon 1841 war die Idee einer grundtvigianischen Volkshochschule ein Thema. Als die Volkshochschule in Rødding 1844 gegründet wurde, wurde Knudsen Mitglied des Aufsichtsrates und später einer der drei Vertrauensleute der Schule. Im April 1848 sammelte er eine Schar von Bauern und besetzte Tønder, aber musste selbst später Zuflucht im dänischen Königreich suchen. Er wurde 1849 in das Landsting gewählt, legte sein Mandat aber nach den ersten zwei Versammlungen nieder. In den Jahren 1861–63 gehörte er zu den sogenannten 'Klosterbrüdern' (Klosterbrüder war die spöttische Bezeichnung für die Teilnehmer einer Versammlung, die im April 1861 in Lügumkloster stattfand). Sie forderten Freiheit in kirchlichen und schulischen Verhältnissen im Herzogtum Schleswig in der Hoffnung die Deutschen im Herzogtum mit der dänischen Herrschaft zu versöhnen. Der Ausgang des Krieges 1864 brach seinen Lebensmut und er verstarb am 16. Juni 1866.